# Johannes Fusangel

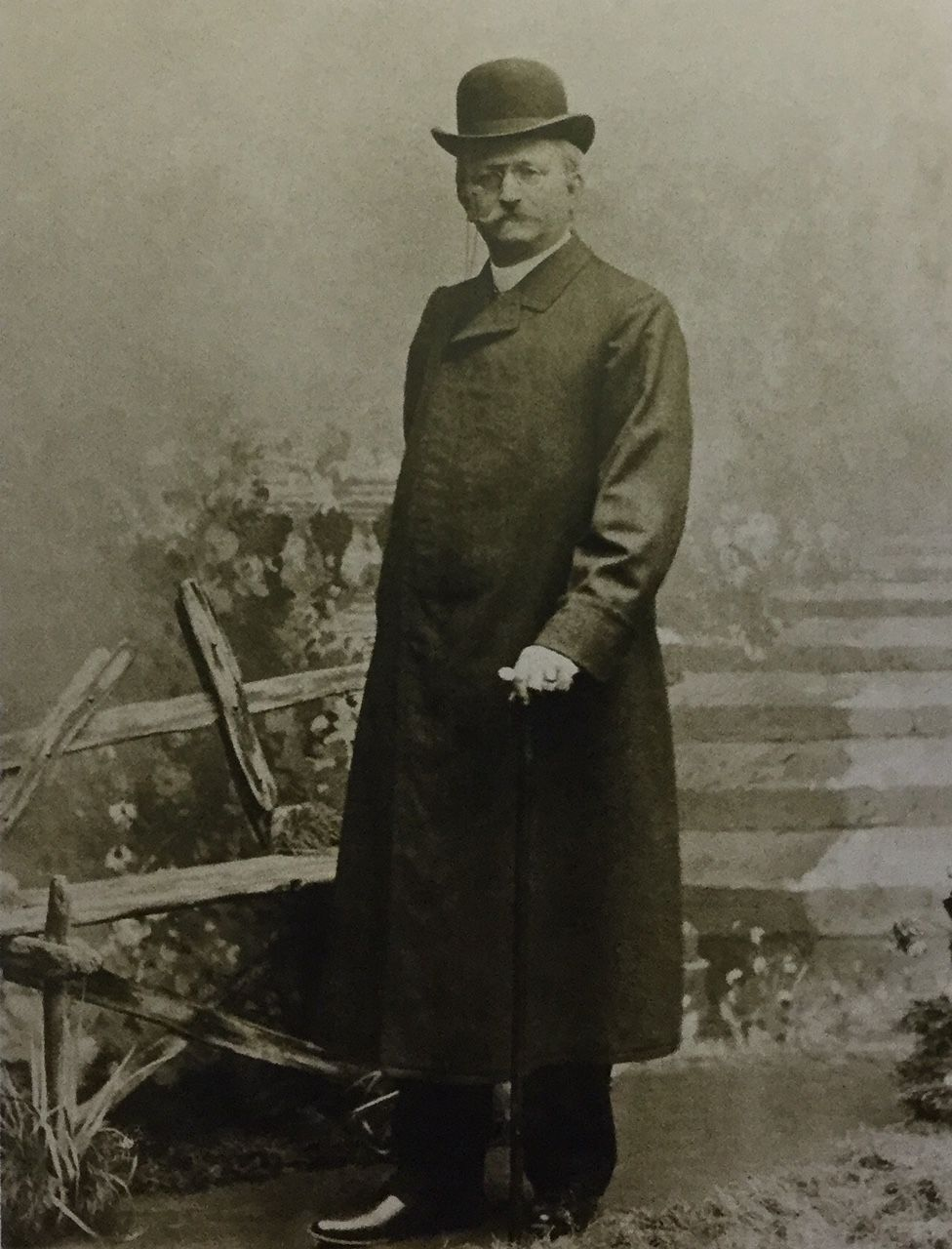
Johannes Fusangel

Johannes Fusangel (auch: Johannes Fußangel; * 27. März 1852 in Düsseldorf; † 7. August 1910 in Hagen) war ein deutscher Politiker (Zentrumspartei), Journalist und Zeitungsherausgeber.

## Leben und Wirken
Fusangel stammt aus einer katholischen bürgerlichen Familie und besuchte das Gymnasium in Düsseldorf. Das Studium verschiedener Fächer in Innsbruck, München und Bonn beendete er ohne Abschluss. Ab 1873 war er Mitglied der katholischen Studentenverbindung KDStV Bavaria Bonn sowie zeitweise bei der AV Austria Innsbruck und KDStV Markomannia Würzburg.  Nach ausgedehnten Reisen durch Österreich-Ungarn und Italien wurde Fusangel 1875 Journalist und redigierte kurzzeitig das Düsseldorfer Volksblatt. Während des Kulturkampfs äußerte er sich im Sinn der katholischen Position und gegen den preußischen Staat. Einer möglichen Verhaftung durch die Behörden entzog sich Fusangel durch die Flucht nach Bayern. Dort war er bei mehreren katholischen Blättern in Würzburg, Regensburg sowie Passau tätig und agitierte dabei zum Teil polemisch im radikal-katholischen Sinn unter anderem für die Katholische Volkspartei in Bayern. Bei den letzten beiden Stationen trat er auch als Verleger auf, musste die Blätter aber auf Grund mangelnder Verkaufszahlen wieder einstellen. Nach dem Abflauen des Kulturkampfs kehrte Fusangel nach Preußen zurück und war von 1884 bis 1893 Redakteur der Westfälischen Volkszeitung in Bochum. Seit 1893 lebte er in Hagen und war Gründer und Verleger der „Westdeutschen Volkszeitung“.

## Abgeordneter
Fusangel wurde bei der durch den Tod von Peter Reichensperger notwendigen Nachwahl am 20. März 1893 Mitglied des Reichstages und wurde bei der Reichstagswahl 1893 sowie in den Jahren 1898 und 1903 wiedergewählt. In dieser Zeit vertrat er den Wahlkreis Olpe-Meschede-Arnsberg (Arnsberg 2) in Berlin. Seine Versuche, zwischen 1898 und 1910 auch in den preußischen Landtag einzuziehen, scheiterten am Dreiklassenwahlrecht.

## Partei
Nachdem das Zentrum nach der Wahl Fusangels zeitweise dessen Zugehörigkeit zur Partei in Frage gestellt hatte (siehe unten), kam es nach seinen Wahlerfolgen offenbar nicht umhin, seine Position anzuerkennen. Von 1898 bis 1910 war er Mitglied des Provinzialkomitees der westfälischen Zentrumspartei.

## Historische Bedeutung
Von Bedeutung war Fusangel im Grunde erst nach seiner Übersiedlung nach Westfalen. Im Ruhrgebiet hat er sich in seinem Blatt den Problemen der Bergarbeiter angenommen und die Missstände in den Zechen angeprangert. In den Jahren 1883 bis 1886 war er Mitbegründer und Führungsfigur des Rechtsschutzvereins für die bergmännische Bevölkerung des Oberbergamtsbezirks Dortmund. Dies war eine der ersten Organisationen, die sich im Ruhrgebiet für die Interessen der Bergleute einsetzten. Auch wenn der Verband bald wieder an Bedeutung verlor, trug er doch dazu bei, den Organisationsgedanken unter den Bergleuten zu verankern. Wegen seiner Mitgliedschaft im Zentrum etwas irreführend, wurde Fusangel in dieser Zeit als „Roter Johannes“ auch über die Grenzen des Reviers hinaus bekannt.
Bereits in seiner Zeit im Ruhrgebiet hatte sich Fusangel vergeblich um ein politisches Mandat beworben. Nach dem Tod von Peter Reichensperger kam es im Wahlkreis Olpe-Meschede-Arnsberg im Sauerland zu heftigen Auseinandersetzungen innerhalb der Zentrumspartei. Dabei lehnten sich vor allem Kleinbauern, Arbeiter und Handwerker gegen den Versuch des adeligen und bürgerlichen Establishment der Zentrumspartei auf, diese Position ohne innerparteiliche Diskussion zu besetzen. Ausgehend von den Arbeitern aus Attendorn wurde Fusangel als Gegenkandidat zum offiziellen Zentrumskandidaten aufgestellt. Seine Kandidatur war über die Region hinaus höchst umstritten, unter anderem, weil Fusangel vor allem im Klerus mit seiner positiven Verwendung des Demokratiebegriffs und seiner Selbstbeschreibung als „linker Zentrumsmann“ auf Ablehnung stieß. Die Führung der Zentrumspartei sah in den Ereignissen eine Gefahr für die Einheit des politischen Katholizismus und tat im Wahlkampf alles, um den offiziellen Kandidaten zu unterstützen. Die überwiegend katholische Bevölkerung folgte in diesem Fall nicht den Empfehlungen des Klerus, sondern stimmte mit großer Mehrheit für Fusangel.
In den folgenden Jahren kam es bei den Wahlen zum preußischen Abgeordnetenhaus und bei den Reichstagswahlen immer wieder zu einer Spaltung der Zentrumswähler. Dabei entsprechen die Wahlkämpfe zwischen den Kandidaten in Polemik und Intensität der Auseinandersetzung zwischen Parteien aus unterschiedlichen politischen Lagern der Zeit. Während das Dreiklassenwahlrecht in Preußen den Einzug Fusangels in den Landtag stets verhinderte, wurde er mehrfach in den Reichstag wiedergewählt.
Allerdings nahm seine Zustimmung bei den Wählern immer mehr ab. Dazu beigetragen hat zweifellos eine regelrechte Diffamierungskampagne der lokalen Zeitungen des Sauerlandes, die sich wirtschaftlich von der Westdeutschen Volkszeitung Fusangels bedroht sahen. Inwieweit die gestreuten Gerüchte über eine unsolide Geschäftsführung gerechtfertigt waren, lässt sich nicht mehr nachvollziehen. Richtig ist allerdings die Feststellung, dass Fusangel die politischen Erwartungen seiner Wähler nicht erfüllt hat. Im Reichstag spielte er keine nennenswerte Rolle. Oft blieb er selbst wichtigen Abstimmungen fern.
Eine Beendigung des Konflikts zwischen den verschiedenen Gruppen der Zentrumspartei im Sauerland war freilich nur dann zu erwarten, wenn die Honoratioren der Partei die politischen Partizipationsansprüche der Arbeiter und der anderen benachteiligten Gruppen anerkennen würden. Nicht zuletzt auf Druck der westfälischen Parteileitung gelang es, als „offiziellen“ Zentrumskandidaten mit Johannes Becker für die Reichstagswahl von 1907 einen Arbeitervertreter zu nominieren. Tatsächlich gingen zahlreiche Anhänger Fusangels in das Lager von Becker über. Gleichwohl blieb die Unterstützung für Fusangel beträchtlich, und es begann ein Wahlkampf, der in seiner Intensität weit über die Region hinaus Beachtung fand. Im Ergebnis setzte sich Becker schließlich durch.
Die Person Fusangels und die mit ihm verbundenen politischen Entwicklungen sind in der Forschung (W. Loth) als Beispiele für eine tiefgreifende innere Differenzierung der Zentrumspartei und des katholischen Milieus insgesamt dargestellt worden.
„Man braucht nur die Namen Graf Ballestrem und Fußangel nebeneinander zu nennen“, meinte die Magdeburgische Zeitung, um die Berechtigung der Behauptung zu erkennen, dass das Zentrum „aus entgegengesetzen politischen Richtungen zusammengesetzt sei. […] Reaktionäre und demagogisch-demokratische Elemente sitzen in dieser Partei friedlich nebeneinander“.

## Schriften (Auswahl)
- Was giebt und was nimmt die Socialdemokratie dem Arbeiter?. Bochum 1890.
- Mein Lutherproceß. Eine trostreiche Betrachtung über die Parität in Preußen. Bochum 1889.
- Der Thümmelprozeß in Bochum. Ein offenes Wort an alle ehrlichen Leute. Bochum 1888.